# Dio at Donington UK: Live 1983 & 1987
At Donington UK: Live 1983 & 1987 é um álbum ao vivo da banda americana de heavy metal Dio . Foi lançado em 9 de novembro de 2010  como o primeiro lançamento do selo Niji Entertainment Group de Dio. Ele apresenta duas apresentações de Dio no festival Monsters of Rock em Donington: o show de 1983 e o show de 1987 (das turnês Holy Diver e Dream Evil, respectivamente). Além de seu trabalho com sua própria banda, material do tempo de Ronnie James Dio no Black Sabbath e Rainbow também é apresentado. Muito do material nesses dois discos está incluído como faixas bônus nas edições expandidas de luxo de Holy Diver e Dream Evil, lançadas em 2012 e 2013, respectivamente.

## Recepção
O site Blabbermouth.net avaliou o álbum, dando-lhe uma pontuação de 8/10 e dizendo que o álbum "...é um excelente documento de performance das apresentações de DIO nos festivais Monsters of Rock. Nada surrado ou misturado aqui, o conjunto de dois discos exala todo o poder e glória de um ícone do heavy metal maior do que a vida (figurativamente falando) no topo de seu jogo..."
Greg Moffitt da BBC Music deu ao álbum uma crítica positiva, chamando-o de "uma grande lembrança dos dias felizes de Dio e um tributo adequado a uma verdadeira lenda."

## Lista de músicas
Disco 1: 1983
| N.º | Título                                 | Duração |  |
| 1.  | "Stand Up and Shout"                   | 3:49    |  |
| 2.  | "Straight Through the Heart"           | 4:49    |  |
| 3.  | "Children of the Sea"                  | 6:15    |  |
| 4.  | "Rainbow in the Dark"                  | 4:48    |  |
| 5.  | "Holy Diver"                           | 5:08    |  |
| 6.  | "Drum Solo"                            | 0:41    |  |
| 7.  | "Stargazer"                            | 1:42    |  |
| 8.  | "Guitar Solo"                          | 1:38    |  |
| 9.  | "Heaven and Hell"                      | 11:05   |  |
| 10. | "Man on the Silver Mountain"           | 3:32    |  |
| 11. | "Starstruck"                           | 0:46    |  |
| 12. | "Man on the Silver Mountain (Reprise)" | 2:29    |  |

Disco 2: 1987
| N.º | Título                       | Duração |  |
| 1.  | "Dream Evil"                 | 4:56    |  |
| 2.  | "Neon Knights"               | 4:43    |  |
| 3.  | "Naked in the Rain"          | 7:28    |  |
| 4.  | "Rock 'n' Roll Children"     | 2:46    |  |
| 5.  | "Long Live Rock 'n' Roll"    | 4:39    |  |
| 6.  | "The Last in Line"           | 4:12    |  |
| 7.  | "Children of the Sea"        | 1:22    |  |
| 8.  | "Holy Diver"                 | 1:27    |  |
| 9.  | "Heaven and Hell"            | 3:18    |  |
| 10. | "Man on the Silver Mountain" | 4:28    |  |
| 11. | "All the Fools Sailed Away"  | 4:23    |  |
| 12. | "The Last in Line (Reprise)" | 1:11    |  |
| 13. | "Rainbow in the Dark"        | 5:11    |  |

## Créditos
- Ronnie James Dio - vocais
- Vivian Campbell - guitarra (no disco 1)
- Craig Goldy - guitarra (no disco 2)
- Claude Schnell - teclados
- Jimmy Bain - baixo
- Vinny Appice - bateria